# Цецерский, Иван Николаевич
Иван Николаевич Цецерский (14 февраля 1967 года, пгт Речица Брестской области Белоруссии) — российский политик, подполковник; с 16 апреля 2009 года до 23 мая 2019 года — Глава города Пскова. Член Совета при президенте РФ по развитию местного самоуправления, председатель Псковского регионального совета общероссийской общественной организации «Всероссийский Совет местного самоуправления», входил в состав Президиума Регионального политического совета Партии «Единая Россия», Секретарь Псковского городского местного отделения Партии.
Председатель Правления Всероссийской ассоциации развития местного самоуправления.

## Биография
Родился в семье рабочих. После окончания школы поступил в Гродненское культурно-просветительное училище, по окончании которого — в Львовское высшее военно-политическое училище.
В период с августа 1989 года по февраль 1996 года проходил службу в 76-й Гвардейской Черниговской Воздушно-десантной дивизии, дислоцированной в Пскове. Первоначально — заместителем командира 2-й парашютно-десантной роты по политической части, с 1990 года — секретарём комитета комсомола 104-го парашютно-десантного полка, с декабря 1991 года — помощником начальника отделения воспитательной работы соединения по культурно-досуговой работе.
С февраля 1996 года по март 2006 года — начальник гарнизонного Дома офицеров в городе Пскове.
В 1998 году впервые избран депутатом Псковской городской Думы.
Окончил с отличием юридический факультет Московского социального университета в 2000 году. Приглашён преподавателем в академию права и управления, в котором читает курс муниципального (городского) права. Член партии «Единая Россия» с 2006 года.
В марте 2007 года депутатами Псковской городской Думы избран заместителем Главы города Пскова.
16 апреля 2009 года депутатами Псковской городской Думы избран Главой города Пскова, совмещая обязанности председателя Думы. 16 марта 2012 года на первой сессии Псковской городской Думы пятого созыва был вновь избран Главой города Пскова. 22 сентября 2017 года депутатами Псковской городской Думы был вновь избран Главой города Пскова на третий срок.
Женат. Имеет двоих детей.

## Политическая деятельность
В 1998 году избран депутатом Псковской городской Думы второго созыва. Работал в комитете по социально-правовым вопросам на общественных началах.
В 2002 году избран депутатом Псковской городской Думы третьего созыва, возглавлял комитет по правовым вопросам и местному самоуправлению. Включён в состав комиссии по помилованию Псковской области, исполняет обязанности заместителя председателя комиссии. В 2003 году в силу вступил новый федеральный закон о местном самоуправлении. Перед депутатским корпусом третьего созыва была поставлена задача привести муниципальное законодательство в соответствие с требованиями этого закона. Был разработан новый Устав города. Он чётко разграничил полномочия между Думой и администрацией и ввёл новую должность — «глава города Пскова», задача которого — наладить взаимодействие всех ветвей власти.
В 2006 году перешёл работать в Псковскую городскую Думу на профессиональной (штатной) основе. Работал в комиссии города Пскова по жилищным вопросам военнослужащих, уволенных с военной службы.
С марта 2007 года являлся заместителем главы города Пскова на штатной основе.
С 6 апреля 2009 года — и. о. главы Пскова. 16 апреля 2009 года был избран главой города Пскова из числа депутатов Псковской городской Думы четвёртого созыва. При активной работе Ивана Цецерского, за мужество, стойкость и массовый героизм, проявленные защитниками города в борьбе за свободу и независимость Отечества, г. Пскову присвоено почетное звание Российской Федерации «Город воинской славы». Впервые за 40 лет принят Генеральный план развития города, дан старт программе «Чистая вода», утвержден флаг и герб. На гербе Пскова есть девиз: «Чести своей не отдам никому» — это обращение к псковичам чтить свой город.
4 марта 2012 года по итогам выборов стал депутатом городской Думы пятого созыва. 16 марта того же года депутаты избрали его Главой города, 21 марта официально вступил в должность.
23 мая 2019 года в ходе внеочередной сессии городской Думы досрочно сложил полномочия Главы города в связи с переходом на работу в Москву.
17 мая 2019 года возглавил Правление Национальной ассоциации развития местного самоуправления, которая в декабре 2019 года переименована во Всероссийскую.
17 мая 2022 года на III Съезде ВАРМСУ вновь избран Председателем Правления ВАРМСУ на трехлетний срок. 17 ноября 2022 года на IV Съезде ВАРМСУ в Нижнем Новгороде были внесены изменения в Устав ВАРМСУ, согласно которым была переименована должность и изменён срок единоличного исполнительного органа Исполнительного директора на один год. Иван Николаевич вновь был избран Исполнительным директором ВАРМСУ. 14 ноября 2023 года на V Съезде ВАРМСУ прекратил полномочия Исполнительного директора ВАРМСУ. с 16 ноября 2023 года продолжил работу в ВАРМСУ на должности первого заместителя Исполнительного директора.